# SWOT 분석

2x2 매트릭스 형태의 SWOT의 네 가지 구성 요소

SWOT 분석(SWOT analysis), SWOT 매트릭스, TOWS, WOTS, WOTS-UP 및 상황 분석은 전략기획 및 경영전략론에서 조직 또는 프로젝트의 강점, 약점, 기회 및 위협을 식별하는 의사결정 기법이다.
SWOT 분석은 조직의 전략적 위치를 평가하며, 목표 달성에 유리하거나 불리한 내부 및 외부 요인을 식별하기 위해 의사결정 과정의 초기 단계에서 자주 사용된다. SWOT 분석 사용자는 각 범주에 대한 답변을 생성하고 경쟁 우위를 식별하기 위해 질문을 던진다.
SWOT는 전략 분석의 "오랜 기간 검증된" 도구로 설명되어 왔지만, 분석의 정적인 성격, 핵심 요인 식별에 대한 개인적 편향의 영향, 외부 요인에 대한 지나친 강조로 인한 수동적 전략 초래 등 한계로 비판받기도 한다. 결과적으로 SWOT에 대한 대안적 접근 방식이 수년에 걸쳐 개발되었다.

## 개요
이 이름은 다음 네 가지 구성 요소의 약어이다.
- 강점(Strengths): 사업 또는 프로젝트가 다른 것들보다 우위를 가지게 하는 특징
- 약점(Weaknesses): 사업 또는 프로젝트가 다른 것들에 비해 불리하게 만드는 특징
- 기회(Opportunities): 사업 또는 프로젝트가 이점을 위해 활용할 수 있는 환경 요소
- 위협(Threats): 사업 또는 프로젝트에 문제를 야기할 수 있는 환경 요소

평가 결과는 종종 매트릭스 형태로 제시된다.

### 내부 및 외부 요인
강점과 약점은 대개 내부적인 것으로 간주되는 반면, 기회와 위협은 대개 외부적인 것으로 간주된다. 조직의 내부 강점이 외부 기회와 일치하는 정도를 전략적 적합성이라고 한다.
내부 요인은 다음을 포함할 수 있다.
- 인적 자원 – 직원, 자원봉사자, 이사회 구성원, 이해관계자
- 물리적 자원 – 위치, 건물, 장비, 시설
- 재정 – 수익, 보조금, 투자, 기타 수입원
- 활동 및 프로세스 – 프로젝트, 프로그램, 시스템
- 과거 경험 – 명성, 지식

외부 요인은 다음을 포함할 수 있다.
- 조직 분야 또는 사회 전체의 미래 트렌드 (예: 거시경제학, 기술 변화)
- 경제 – 지역, 국가 또는 국제
- 자금 출처 – 투자자, 재단, 기부자, 입법부
- 인구 통계 – 조직 서비스 지역의 연령, 인종, 성별, 문화 변화
- 물리적 환경 – 조직이 위치한 지역의 성장, 위치 접근성
- 입법
- 지역, 국가 또는 국제 행사

여러 저자는 내부 요인보다 외부 요인을 먼저 평가해야 한다고 주장한다.

## 활용
SWOT 분석은 다양한 분석 수준에서 활용되어 왔으며, 사업, 비영리 단체, 관청, 개인 등을 포함한다. 이는 종종 내부 및 환경 요인 분석의 기반으로 PEST와 같은 다른 프레임워크와 함께 사용된다. SWOT 분석은 또한 위기 전 계획, 예방적 위기 관리, 그리고 타당성 조사 권고 사항 구성에도 사용될 수 있다.

### 전략 기획
SWOT 분석은 조직 또는 개인 전략을 수립하는 데 사용될 수 있다. 전략 중심 분석을 실행하는 데 필요한 단계는 내부 및 외부 요인을 식별하고, 가장 중요한 요인을 선택 및 평가하며, 내부 및 외부 특성 간의 관계를 식별하는 것을 포함한다. 예를 들어, 강점과 기회 간의 강한 관계는 회사의 좋은 조건을 시사하며 공격적인 전략을 사용할 수 있게 한다. 반면에 약점과 위협 간의 강한 상호 작용은 방어적인 전략을 사용하라는 경고로 분석될 수 있다.
SWOT 분석의 한 형태는 네 가지 구성 요소를 각각 다른 구성 요소와 결합하여 네 가지 명확한 전략을 검토한다.
- WT 전략 (최소-최소): 외부 위협과 내부 약점에 직면하여 약점과 위협을 모두 최소화하는 방법은 무엇인가?
- WO 전략 (최소-최대): 외부 기회와 내부 약점에 직면하여 약점을 최소화하고 기회를 최대화하는 방법은 무엇인가?
- ST 전략 (최대-최소): 내부 강점과 외부 위협에 직면하여 강점을 최대화하고 위협을 최소화하는 방법은 무엇인가?
- SO 전략 (최대-최대): 외부 기회와 내부 강점에 직면하여 기회와 강점을 모두 최대화하는 방법은 무엇인가?

#### 매칭 및 변환
SWOT 분석은 매칭 및 변환 전략을 생성하는 데 사용될 수 있다. 매칭은 강점을 기회에 맞춰 경쟁 우위를 추구하는 것을 의미한다. 이 전략은 조직이 핵심 역량, 자원 및 역량을 활용하여 유리한 시장 조건, 새로운 트렌드 또는 충족되지 않은 고객 요구를 활용하도록 보장한다. 변환은 약점 또는 위협을 강점 또는 기회로 전환하는 것을 의미한다. 변환 전략의 예로는 협력 또는 합병을 통해 위협을 제거하는 것이 있다.

### 마케팅
경쟁사 분석에서 마케터는 SWOT 분석을 사용하여 시장 내 각 경쟁사의 경쟁 강점과 약점을 자세히 설명하고 프로파일링할 수 있다. 이 과정에는 경쟁사의 비용 구조, 수익원, 자원 및 역량, 경쟁 포지셔닝, 제품 차별화, 수직적 통합 정도, 산업 발전에 대한 과거 반응 등 다양한 요인에 대한 분석이 포함될 수 있다. 관련 마케팅 조사 방법은 다음을 포함할 수 있다.
- 포커스 그룹과 같은 질적 마케팅 조사
- 통계 설문조사와 같은 양적 마케팅 조사
- 테스트 시장과 같은 실험 기법
- 민족지학적 (현장) 관찰과 같은 관찰 기법

마케팅 관리자는 또한 다양한 환경 스캐닝 및 경쟁 정보 프로세스를 설계하고 감독하여 추세를 식별하고 회사의 마케팅 분석에 정보를 제공하는 데 도움을 줄 수 있다.
| 강점                                              | 약점                                                 | 기회                                        | 위협                                       |
| ------------------------------------------------- | ---------------------------------------------------- | ------------------------------------------- | ------------------------------------------ |
| 시장에서의 명성                                   | 파트너 수준보다 운영 수준의 컨설턴트 부족            | 잘 정의된 시장 틈새시장에서 확고한 위치     | 소규모 수준에서 운영되는 대형 컨설팅 회사  |
| 인적자원관리 컨설팅 분야에서 파트너 수준의 전문성 | 규모 또는 능력 부족으로 인해 다학제적 업무 처리 불가 | 인적자원관리 외 분야에서의 컨설팅 시장 확인 | 시장 침투를 노리는 다른 소규모 컨설팅 회사 |

### 지역 사회 단체에서

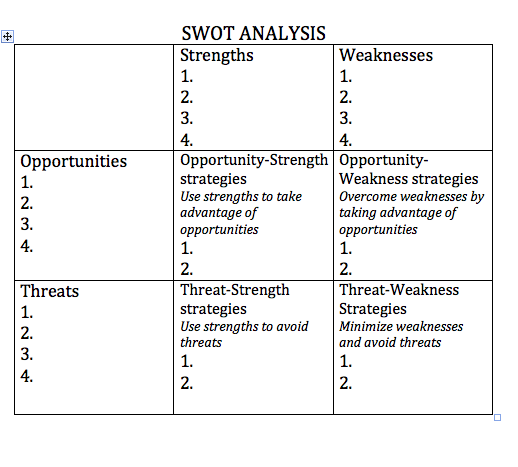
전략뿐만 아니라 평가를 위한 셀을 포함하는 SWOT 템플릿의 예시

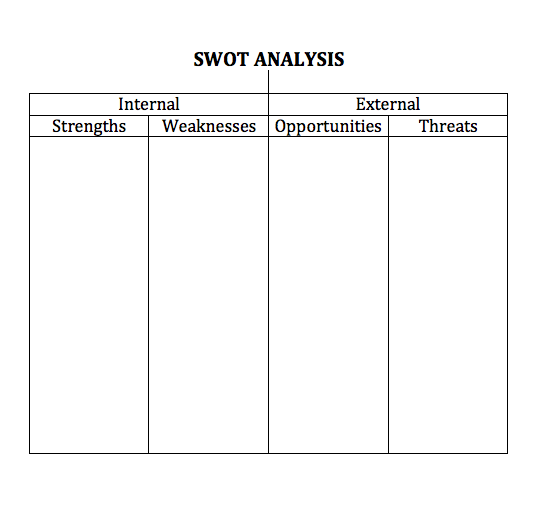
간단한 SWOT 템플릿

SWOT 분석은 원래 사업 및 산업을 위해 고안되었지만, 비정부 기구에서 사회 서비스 및 사회 변천 노력을 성공적으로 구현하기 위해 외부 및 내부 지원을 식별하고 내부 및 외부 반대에 대처하는 도구로 사용되어 왔다. 특정 지역 사회에 대한 이해는 공개 포럼, 경청 캠페인, 정보 인터뷰 및 기타 데이터 수집을 통해 얻을 수 있다. SWOT 분석은 변화관리의 다음 단계에 방향을 제시한다. 이는 지역 사회 조직가 및 지역 사회 구성원에 의해 사회 복지 실천의 맥락에서 사회 정의를 증진하기 위해 사용되어 왔으며, 특정 비영리 또는 지역 사회 조직이 서비스하는 지역 사회에 직접 적용될 수 있다.

## 한계 및 대안
SWOT 분석은 논의의 시작점이며, 그 자체로 관리자에게 경쟁 우위를 달성하는 방법을 보여주지는 않는다.
1997년에 테리 힐과 로이 웨스트브룩은 "SWOT 분석: 제품 리콜 시점이다"라는 제목의 인용률이 높은 비판에서, SWOT 분석이 종종 실행될 때의 여러 문제 중 하나는 "아무도 나중에 전략의 후기 단계에서 (SWOT 분석의) 결과물을 사용하지 않았다"는 점을 지적했다. 힐과 웨스트브룩은 다른 비평가들과 함께 성급하게 설계된 SWOT 목록에 대해서도 비판했다. SWOT 실행의 다른 한계로는 비용 관리와 같은 단일 강점에 대한 집착으로 제품 품질과 같은 약점을 소홀히 하는 것, 그리고 SWOT 분석을 수행하는 한두 명의 팀 구성원에 의한 지배로 다른 팀 구성원의 중요한 기여를 평가 절하하는 것 등이 있다. 다른 많은 한계들도 지적되었다.
경영학 교수들은 SWOT 분석의 일반적인 문제점과 한계를 보완하면서 SWOT 프레임워크를 유지하는 다양한 방법을 제안했다.

### 마이클 포터의 5세력 모형
마이클 포터는 SWOT 분석이 엄밀성이 부족하고 개별 회사 상황에 지나치게 의존한다고 판단하여, SWOT 분석의 대안으로 5 세력 모형을 개발했다.

### SOAR
SOAR(강점, 기회, 열망, 결과)는 긍정 조직 개발에서 영감을 받은 대안 기법이다. SOAR는 "필요한 데이터를 식별할 수 없다"는 점 등 SWOT와 유사한 한계를 가진다는 비판을 받았다.

### SVOR
프로젝트 관리에서 SVOR(강점, 취약점, 기회, 위험)이라는 약어로 알려진 SWOT의 대안은 프로젝트 요소를 내부 및 외부, 긍정 및 부정의 두 가지 축을 따라 비교한다. 이는 이러한 다양한 요소들 사이에 존재하는 수학적 연결을 고려하고 인프라의 역할도 고려한다. SVOR 표는 주어진 프로젝트에서 작동한다고 가정되는 요소들에 대한 복잡한 이해를 제공한다.:9
| 힘          | 내부                                | 수학적 연결                            | 외부                             |
| ----------- | ----------------------------------- | -------------------------------------- | -------------------------------- |
| 긍정        | 총 힘                               | 주어진 제약 하의 총 힘 = 인프라 / 기회 | 기회                             |
| 수학적 연결 | 주어진 제약 하의 취약점 = 1 / 총 힘 | 상수 k                                 | 주어진 제약 하의 기회 = 1 / 위험 |
| 부정        | 취약점                              | 주어진 제약 하의 위험 = k / 취약점     | 위험                             |

제약은 작업 및 활동 일정, 비용 및 품질 표준으로 구성된다. "k" 상수는 각 프로젝트마다 달라진다(예: 1.3으로 평가될 수 있다).:9

## 역사
1965년, 스탠퍼드 리서치 인스티튜트의 장기 계획 서비스(LRPS)에서 로버트 F. 스튜어트, 오티스 J. 베네페, 아널드 미첼 세 명의 동료가 "공식 계획: 직원 기획자의 시작 단계 역할"이라는 기술 보고서를 작성했다. 이 보고서는 회사 직원 기획자 역할의 사람이 현재 운영의 "만족스러운" 부분, 미래 운영의 "기회", 현재 운영의 "결함", 미래 운영에 대한 "위협"을 나타내는 SOFT라는 약어로 그룹화된 운영 문제에 대해 관리자로부터 정보를 수집하는 방법을 설명했다. 스튜어트 등은 내부 운영 평가에 중점을 두었으며, 네 가지 구성 요소를 현재(만족스럽고 결함)와 미래(기회와 위협)로 나누었다. 이는 SWOT 분석에서 나중에 흔히 사용되는 내부(강점과 약점)와 외부(기회와 위협)로의 구분이 아니었다.
또한 1965년에 하버드 경영대학원의 에드먼드 P. 러니드, C. 롤런드 크리스텐센, 케네스 R. 앤드루스, 윌리엄 D. 거스 네 명의 동료가 교과서 "경영 정책: 텍스트 및 사례"의 여러 판 중 첫 번째 판을 출판했다. (경영 정책은 당시 전략 경영이라고 불리는 용어였다.) 이 교과서의 첫 장에서는 약어를 사용하지 않고 SWOT의 네 가지 구성 요소와 이를 내부 및 외부 평가로 나누는 것을 명시했다.
전략을 결정하는 것은 적어도 이상적으로는 합리적인 작업이다. 주요 하위 활동에는 회사 환경에서 기회와 위협을 식별하고 식별 가능한 대안에 대한 위험 추정치를 부여하는 것이 포함된다. 선택이 이루어지기 전에 회사의 강점과 약점을 평가해야 한다.

30년 후인 1998년 "전략 사파리(Strategy Safari)"라는 책에서 경영학자 헨리 민츠버그와 동료들은 "경영 정책: 텍스트 및 사례"가 "이 분야에서 가장 인기 있는 교실 교재"가 되었으며, 저자들의 아이디어를 널리 확산시켰다고 말했다. 민츠버그 등은 이를 전략 경영의 "디자인 스쿨" 모델(그들이 식별한 아홉 가지 다른 스쿨과 대조적으로)이라고 불렀으며, 회사의 내부 및 외부 상황 평가를 강조하는 "SWOT의 유명한 개념"을 특징으로 한다고 언급했다. 그러나 이 교과서에는 2×2 SWOT 매트릭스나 SWOT 평가를 수행하는 자세한 절차가 포함되어 있지 않다. "전략 사파리" 및 다른 책들은 케네스 R. 앤드루스를 SWOT 구성 요소를 포함하는 책의 이론 부분을 작성하는 데 책임이 있는 "경영 정책: 텍스트 및 사례"의 공동 저자로 지목했다. 더 일반적으로, 민츠버그 등은 그들이 "디자인 스쿨"(그들이 강하게 비판했던)이라고 부른 것에 대한 개념적 영향을 필립 셀즈닉의 "행정에서의 리더십"(1957)과 알프레드 챈들러의 "전략과 구조"(1962)와 같은 초기 서적에 기인한다고 보았다. 다른 가능한 영향은 1930년대 맥킨지 컨설팅 회사로 거슬러 올라간다.
그러나 2023년 리처드 W. 푸이트와 동료들이 작성한 SWOT 역사 보고서는 민츠버그의 "SWOT 비난"과 스탠포드 LRPS에 대한 민츠버그의 지식이 부족해 보이는 점을 비판했다. 푸이트 등은 LRPS를 SWOT(SOFT를 통해)의 시초로 보았으며, 민츠버그 등이 SWOT가 하버드 경영대학원에서 발명되었거나 확산되었다는 주장은 "학문적 도시 전설"이라고 말했다.
1960년대 말까지 SWOT의 네 가지 구성 요소(약어를 사용하지 않음)는 다양한 저자의 전략 계획에 대한 다른 출판물에 등장했으며, 1972년에는 영국의 경영 컨설팅 회사 Urwick, Orr and Partners의 노먼 스테이트가 작성한 학술지 논문 제목에 이 약어가 등장했다. 1973년에는 회계사 윌리엄 W. 피(William W. Fea)가 발표한 강연에서 "학생들에게 친숙한 S.W.O.T., 즉 강점, 약점, 기회, 위협의 기억법"을 언급할 정도로 이 약어가 널리 알려졌다. 2×2 SWOT 매트릭스의 초기 사례는 존 아르겐티의 책 "체계적인 기업 계획"(1974)에서 발견된다. 그리고 경영학과 교수 이고르 안소프의 1980년 논문에서도 발견된다(그러나 안소프는 SWOT 대신 T/O/S/W라는 약어를 사용했다). 1960년대 안소프는 SOFT 접근 방식이 시작된 LRPS에서 근무했다.

## 대중문화에서
- 텔레비전: 2015년 실리콘 밸리 에피소드 "Homicide"(시즌 2, 에피소드 6)에서 재러드 던(잭 우즈)은 파이드 파이퍼 팀에게 SWOT 분석을 소개한다. 그 에피소드 후반에 디네시(쿠마일 난지아니)와 길포일(마틴 스타)은 곧 있을 점프에 대한 계산이 잘못되었다는 것을 스턴트 운전자에게 알려줄지 여부를 결정할 때 이 방법을 사용한다.[42]

## 같이 보기
- 벤치마킹
- 전사적 자원 관리
- 퍼트
- 기호사각형
- 상황 분석
- VRIO (가치, 희귀성, 모방 불가능성, 조직)

## 더 읽어보기
SWOT 분석은 수많은 출판물에 설명되어 있다. SWOT 분석을 설명하고 월드캣 회원 도서관에 널리 소장되어 있으며 인터넷 아카이브에서 이용할 수 있는 몇 가지 책의 예는 다음과 같다.
- Bensoussan, Babette E.; Fleisher, Craig S. (2008). 〈SWOT analysis〉. 《Analysis without paralysis: 10 tools to make better strategic decisions》. Upper Saddle River, NJ: FT Press. 183–197쪽. ISBN 978-0132361804. OCLC 199464839.
- Coulter, Mary K. (2008). 〈Assessing opportunities and threats: doing an external analysis; Assessing strengths and weaknesses: doing an internal analysis〉. 《Strategic management in action》 4판. Upper Saddle River, NJ: Pearson/Prentice Hall. 67–138쪽. ISBN 9780132277471. OCLC 147987777.
- Friend, Graham; Zehle, Stefan (2009). 〈SWOT analysis〉. 《Guide to business planning》. 디 이코노미스트 books 2판. New York: Bloomberg Press. 85–88쪽. ISBN 9781576603284. OCLC 263978200.
- Gilad, Benjamin (2004). 〈The curse of the SWOT〉. 《Early warning: using competitive intelligence to anticipate market shifts, control risk, and create powerful strategies》. New York: AMACOM. 95–97쪽. ISBN 0814407862. OCLC 51898746.
- Higgins, James M. (1983). 〈Internal and environmental information: SWOT; Appendix 1: The situation audit—a SWOT approach〉. 《Organizational policy and strategic management: text and cases》. Dryden Press series in management 2판. Chicago: Dryden Press. 31–37; 789–796쪽. ISBN 0030619610. OCLC 9372705.
- Hunger, J. David; Wheelen, Thomas L. (2011). 〈Situational (SWOT) analysis〉. 《Essentials of strategic management》 5판. Upper Saddle River, NJ: Prentice Hall. 72–78쪽. ISBN 9780136006695. OCLC 544474608.
- Hussey, David E. (1998). 〈The corporate appraisal—assessing strengths and weaknesses; Analysing the industry and competitors〉. 《Strategic management: from theory to implementation》 4판. Oxford; Boston: Butterworth-Heinemann. 163–236쪽. ISBN 0750638494. OCLC 39923184.
- Jenster, Per V.; Hussey, David E. (2001). 〈The purposes and nature of the appraisal〉. 《Company analysis: determining strategic capability》. Chichester, UK; New York: John Wiley & Sons. 11–30쪽. ISBN 0471494542. OCLC 46601364.
- Kaplan, Robert S.; Norton, David P. (2008). 〈Identifying strengths, weaknesses, opportunities, and threats (SWOT)〉. 《The execution premium: linking strategy to operations for competitive advantage》. Boston, MA: Harvard Business Press. 49–53쪽. ISBN 9781422121160. OCLC 227277585.
- Steiner, George A. (1979). 〈The WOTS UP analysis〉. 《Strategic planning: what every manager must know》. New York: Free Press. 142–148쪽. ISBN 0029311101. OCLC 4830139.
- Steiss, Alan Walter (2003). 〈Strategic planning: SWOT analysis, strategies, policies, and implementation〉. 《Strategic management for public and nonprofit organizations》. Public administration and public policy 102. New York: Marcel Dekker. 73–97쪽. ISBN 0824708741. OCLC 51981511.
- 〈SWOT analysis I: looking outside for opportunities and threats; SWOT analysis II: looking inside for strengths and weaknesses〉. 《The essentials of strategy》. Harvard business literacy for HR professionals. Boston, MA; Alexandria, VA: Harvard Business School Press and the Society for Human Resource Management. 2006. 21–64쪽. ISBN 1591398223. OCLC 76260664.
- Thompson, Arthur A.; Peteraf, Margaret A.; Gamble, John E.; Strickland III, A. J. (2016). 〈What are the company's strengths and weaknesses in relation to the market opportunities and external threats?〉. 《Crafting and executing strategy: the quest for competitive advantage: concepts and cases》 20판. New York: McGraw-Hill Education. 89–94쪽. ISBN 9780077720599. OCLC 890011455.